# 디젤 엔진

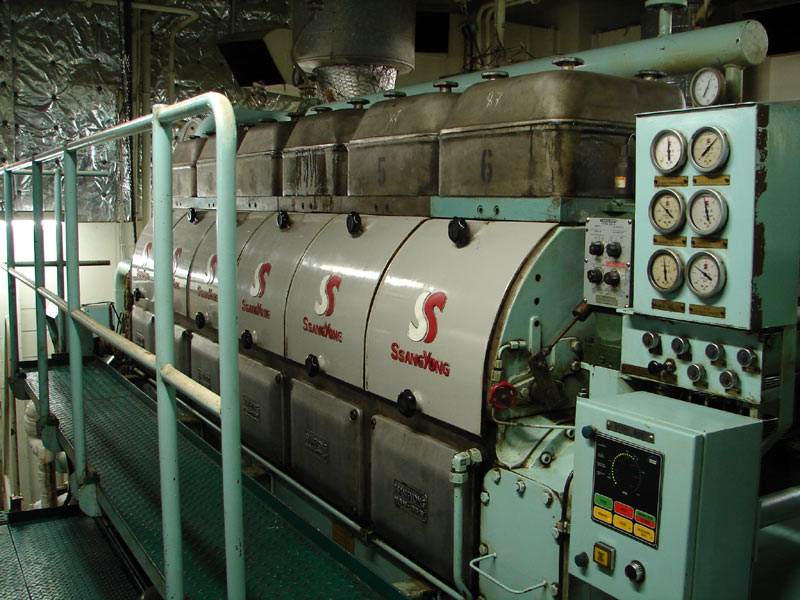

디젤 엔진(독일어: dieselmotor, 영어: diesel engine) 또는 디젤 기관(―機關)은 독일의 기술자 루돌프 디젤(Rudolf Diesel)이 1892년에 발명한 내연 기관이다. 디젤 기관은 열 효율이 높아 주로 대형자동차, 철도차량, 건설기계, 농업용기계, 선박 등의 엔진에 이용되므로, 근래 들어서 미세먼지 등 대기 환경 이슈 문제로 디젤 승용차의 입지가 많이 좁아드는 추세이다.

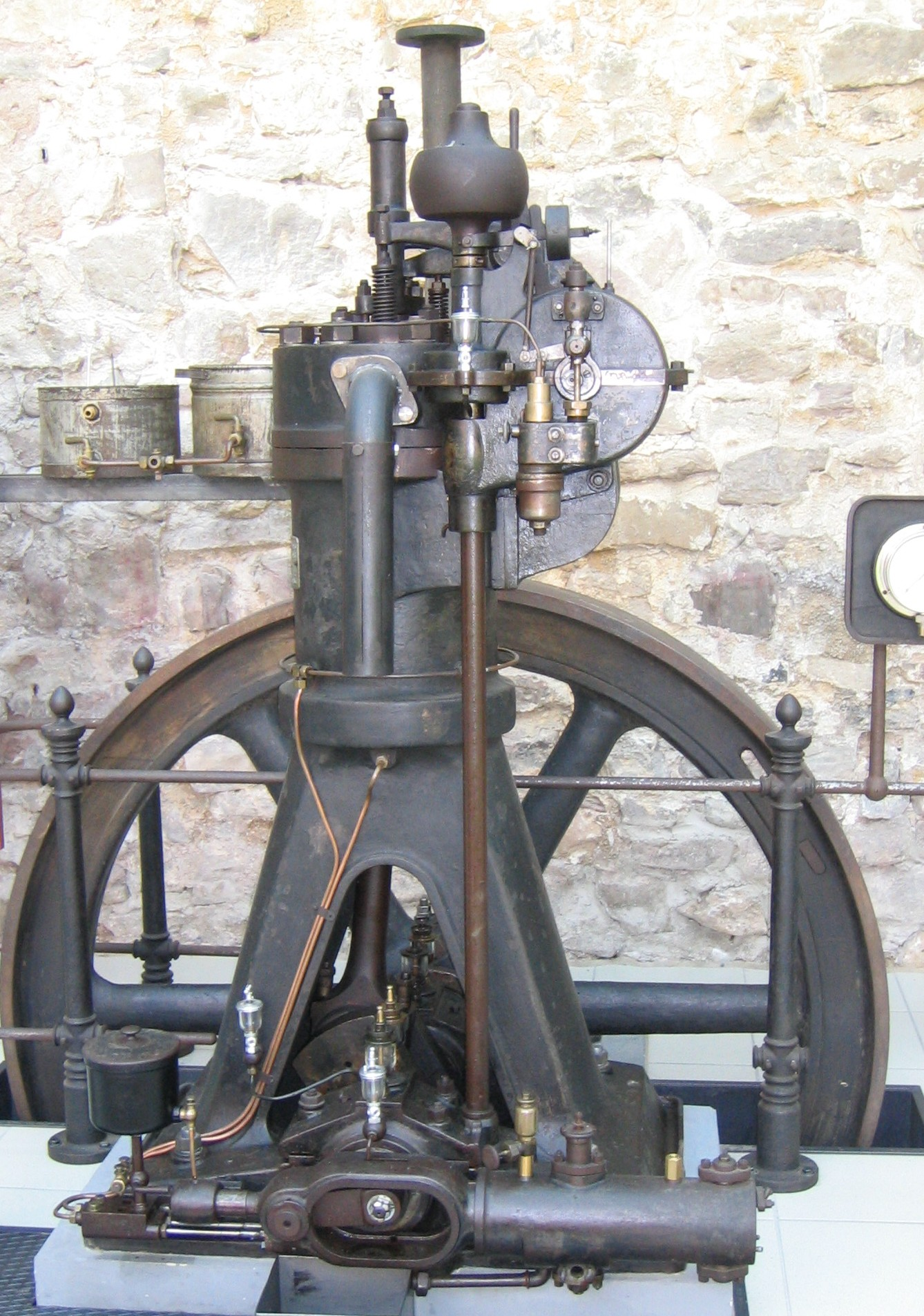
독일 MAN SE가 1906년에 제작한 단기통 디젤 엔진.

## 개요
같은 내연 기관인 가솔린 기관이 전기와 점화플러그를 이용하여 연료를 점화시키는 반면, 디젤 기관은 압축점화기관형태로, 실린더 안에 공기를 압축해서 온도를 높인 후 연료를 실린더 안에 분출하면서 스스로 점화되도록 하는 장치이다.
연료가 연소하면서 화학에너지가 열에너지로 바뀔 때, 각 실린더 안의 온도가 2,480C 정도까지 올라가고, 실린더 내부에 약 100kg/cm2의 압력이 나온다. 이 압력이 실린더 안의 피스톤을 하사점까지 밀어내고, 피스톤에 연결된 크랭크축을 회전시켜서 동력을 만든다.
실린더 안에 압축된 공기가 연료를 점화시키기 위해서는 실린더 안의 온도가 일정 온도 이상이 되어야 한다. 연료 점화에 필요한 압축비가 높을수록 온도가 높아진다. 압축비는 압축 전과 후의 공기의 체적비로 측정하는데, 대형 실린더에는 압축비가 약 13:1, 중형은 약 14.3:1, 소형은 약 20:1 정도 나온다.
디젤 기관에 이용되는 연료는 열효율이 높으면서 휘발유보다 저렴한 연료를 사용하며, 주로 경유 계통을 사용한다.

## 디젤 엔진 종류
디젤 엔진을 구분할 때 일반적으로 2행정 기관과 4행정 기관으로 나눈다. 대개의 경우는 4행정 기관이며 일부 대형 기관의 경우 2행정 기관을 쓴다.
4행정 기관은 각 피스톤이 아래-위-아래-위의 순으로 한 사이클을 완료한다. 첫 번째의 하강행정에서 공기를 실린더로 흡입하고, 상승행정에서 공기를 압축한다. 두 번째의 하강행정에서 연료를 분사하여 폭발 시킨 후, 상승행정에서 연소된 배기 가스를 밖으로 내보낸다.
2행정 기관은 각 피스톤이 아래-위의 순으로 한 사이클을 완료한다. 하강행정에서 실린더가 열리면서 배기 가스를 내보내는 동시에 신선한 공기를 흡입한다. 이 과정에서 슈퍼차저와 터보차저를 통해 공기를 순식간에 빨아내고, 동시에 연소된 가스는 배기 밸브를 통해 순식간에 빠져나간다. 상승행정은 압축행정으로 한 번만 일어난다. 4행정 기관보다 한 사이클당 폭발행정이 2배이므로 크기가 작고 큰 힘이 필요한 기계에 사용한다.

## 디젤 엔진의 연료 분사

### 기계적 혹은 전기적 분사
연료 분사의 대부분의 구성에서 20세기에 걸쳐 사용되어왔다.
오늘날 대부분의 디젤 엔진은 엔진의 크랭크 샤프트에 의해 구동되는 단일 기계적 플런저 고압 연료 펌프를 사용한다. 각각의 엔진 실린더에는, 연료 펌프 수단에 대응하는 플런저가 정확한 양의 연료를 분사하고, 각 분사의 타이밍을 정한다. 이 엔진에 쓰이는 분사기는 특정 연료 압력에 따라 여닫는 매우 정밀한 스프링이 장착된 밸브를 사용한다. 별도의 고압 연료는 각각의 실린더로 연료 펌프를 연결한다. 각각의 단일 연소용 연료량은 약간 회전으로 압력이 해제되거나 기계식 조속기에서 제어되는 플런저의 경사면 홈에 제어되고, 스프링 레버에 의해 엔진 속도가 제한되어 회전 가중치가 구성된다. 분사기는 연료 압력에 의해 분사된다. 고속 엔진에서 플린저 펌프는 하나의 유닛으로 묶여있다. 각 분사기의 펌프로부터 연료 라인까지의 길이는 동일 압력의 지연을 얻기 위해 보통 각각의 실린더에 대해 동일하다.
여섯개 미만의 실린더에서 고속 엔진으로 저렴하게 구성하는 방법으로 축 피스톤 펌프 분배기(axial-piston distributor pump)를 사용하는 것이 있다. 각 실린더 밸브 및 라인에 연료를 제공하는 하나의 회전 펌프 플린저로 이루어진다. (오토 엔진의 points 및 배전기 캡과 기능적으로 유사하다.)

### 간접 분사

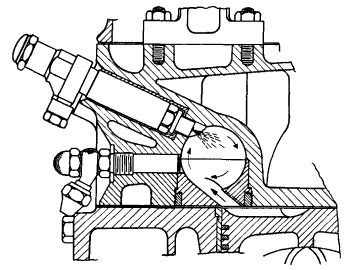
리카르도 코메트(Ricardo Comet) 간접 분사 챔버

간접 분사 방식은 실린더 내에 분사하여 연소하는 대신 프리챔버(prechamber)에 분사여여 연소시키고 이를 주 실린더 내로 전파하는 방식이다. 80년대와 90년대에 포드와 쉐보레가 이러한 방식의 엔진을 생산하였다. 이러한 방식은 직접 분사 방식에 비해 효율이 떨어지는 것으로 알려지고 있다.

### 직접 분사
대부분의 디젤 엔진은 다음 중 한 가지 방식의 직접 분사 방식을 사용한다.

#### 배전기 펌프 직접 분사
맨 처음 등장한 직접 분사 방식은 로터리 펌프를 사용하여 마치 간접분사 방식과 흡사하였다. 어쨌든 분사기는 실린더 위에 장착되었고 간접 분사 방식과 같은 별도의 챔버도 없었다. 또한 이러한 방식은 소음이 매우 컸고 매연도 많았다. 다만 간접분사 방식보다 연료가 15-20%가량 적게 소모하는 것이 큰 장점이었다.
이러한 방식은 전자적으로 분사 펌프를 조절하게 되면서 성능향상을 꾀하게 된다. 분사 압력은 여전히 300바에 머물렀지만 분사 타이밍, 연료양, 배기 가스 재순환 등 모든 것이 전자적으로 제어하게 된다. 성능 향상에 따라 이 방식은 경제적이면서도 힘이 좋아져 당시의 간접 분사 방식보다 우수하였고 시장에서 인정받아 시장의 주류로 자리잡는다.

#### 커먼레일 직접 분사
고압펌프를 사용하여 연료를 연료 레일에 고압으로 압축하여 두었다가 분사시기에 맞추어 인젝터를 통해 각각의 실린더에 연료를 직접 분사한다. 커먼레일이란 용어는 모든 실린더의 인젝터가 하나의 연료레일에 연결되어 레일을 공유한다(Common Rail)는 의미에서 유래되었다고 알려져 있다.

## 동작 원리

디젤 내연 기관은 연료를 점화하기 위해 고도로 압축된 고온의 공기를 이용하며, 스파크 플러그 (압축 착화보다는 불꽃 점화)를 사용하는 가솔린의 점화 사이클과는 다르다.
진정한 디젤 엔진에서, 공기만이 초기 연소 챔버로 도입된다. 연료 분사 장치는 연료를 작은 방울로 분해되는 것을 보장하고, 연료가 고르게 분포된다. 압축 공기의 열은 방울의 표면에서 연료를 기화한다. 연소가 끝날때, 피스톤이 내려가면서 연소 가스는 확장한다.
1부터, 피스톤이 하사 점에 있고, 양쪽의 밸브는 압축 행정이 시작될 때 폐쇄된다. 실린더는 대기압에서 공기가 포함되어 있다. 1과 2사이의 공기는 단열 압축된다. 이것이 압축되는 동안, 부피는 감소한다. 이때 온도는 올라가고 압력은 증가한다. 화학 에너지가 방출되고 이것은 압축된 가스에 열에너지 (열)를 주입한다. 연소 가열은 2와 3사이에 발생한다. 이 구간에서의 압력은 피스톤이 내려가고, 부피가 증가하기 때문에 일정하게 유지된다. 연소 에너지의 영향으로 온도는 올라간다. 3에서의 연료 분사 및 연소가 끝나고, 실린더는 2에서보다 더 높은 온도에서 기체를 포함한다. 작업은 엔진이 연결되는 시스템에서 이루어진다. 이것이 팽창하는 동안, 기체의 부피는 증가한다. 이때 온도는 내려가고 압력은 감소한다. 4에서 배기 밸브가 열리고, 압력은 급격하게 감소한다.

## 역사

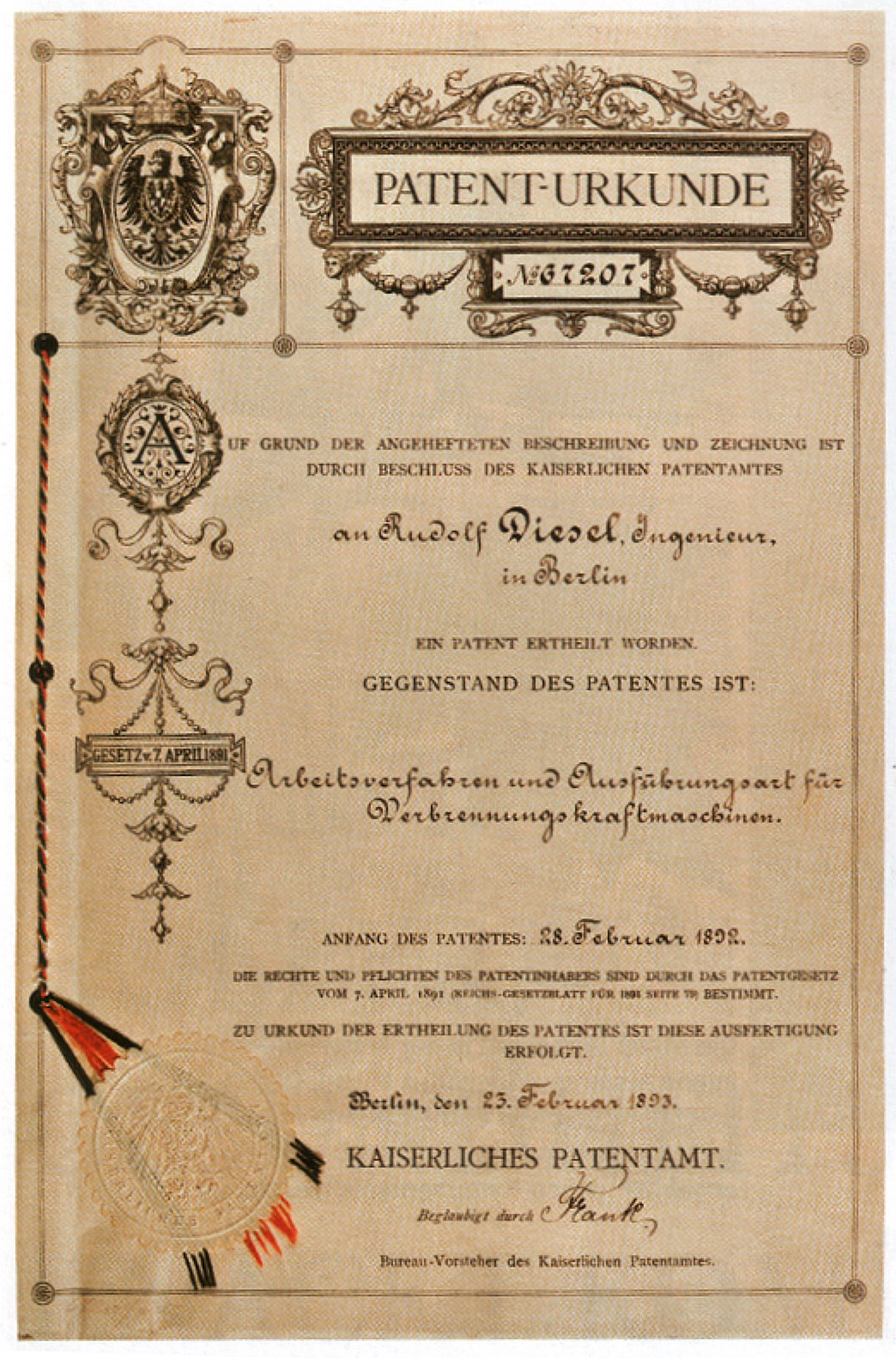
루돌프 디젤이 취득한 디젤 기관의 특허증.

디젤 기관을 발명한 사람은 독일의 기술자인 루돌프 디젤(Rudolf Diesel)이다. 디젤 기관이란 명칭도 루돌프 디젤이란 이름에서 따온 것이다. 디젤은 1892년에 ‘새로운 합리적인 열기관에 대한 이론과 구조(；Theory und Aufbau, Neuerationellen Wärmekraftmaschinen)’라는 논문을 발표하였고, 1893년 2월 23일에 독일제국 특허국(Kaiserliches Patentamt in Berlin)으로부터 “열기관의 작동 사이클과 실행방법( : Arbeitsverfahren und Ausführungsart fürVerbrennungskraftmaschinen)”에 관한 특허(DRP 67207)를 받았다.
디젤은 1893년 M.A.N.(；Maschinenfabrik Augsburg in Nürnberg)과 새로운 열기관의 개발계약을 이후 체결하고, 새 기관 개발에 착수하였다. 그해 7월에 첫 시제품을 만들었으나 성공하지 못하였다. 이후에 1895년에 두 번째 시제품을 제작하였으며, 압축공기의 온도로 연료를 충분히 연소시킬 수 있음을 증명하게 되었으나, 실용 가능한 수준에는 이르지 못하였다. 이후 여러 번의 실험을 거치면서 1897년 2월 17일에 작동이 가능한 최초의 디젤 기관을 완성하였다.

## 같이 보기
- 클린 디젤
- 폭스바겐 배기가스 조작(디젤게이트)
- 가솔린 기관